# حسین خانزادی
حسین خانزادی (زادهٔ ۱۳۴۶ گرگان) دریادار ارتش جمهوری اسلامی ایران است، که در فاصله سال‌های ۱۳۹۶ تا ۱۴۰۰ فرماندهی نیروی دریایی ارتش ایران را برعهده داشت. وی از ۱۳۹۰ تا ۱۳۹۶ معاون طرح و برنامه نیروی دریایی ارتش بود. در خلال دوران فرماندهی خانزادی در نیروی دریایی، حوادث مختلفی از جمله غرق شدن کشتی خارک، شلیک اشتباه به شناور کنارک و کشته شدن ۱۹ نفر در جریان مانور دریایی، همچنین سانحه ناوچه دماوند در دریای خزر و کشته شدن ۲ خدمه آن اتفاق افتاد. وی هم‌اکنون دستیار فرمانده کل ارتش در امور راهبردی و استاد دانشگاه فرماندهی و ستاد ارتش است.

## زندگی‌نامه
حسین خانزادی در ۲۳ آبانِ ۱۳۴۶ در شهر گرگان، استان گلستان زاده شد. وی در تاریخ ۱۴ آبان ۱۳۹۶ با حکم رهبر جمهوری اسلامی به فرماندهی نیروی دریایی ارتش جمهوری اسلامی ایران منصوب شد. او به مدت کمتر از چهار سال مسئولیت فرماندهی نیروی دریایی را عهده‌دار بود.
در زمان مدیریت وی حوادث مختلفی برای ناوگان نیروی دریایی ارتش ایران پیش آمد و برخی از نظامیان آن کشته شدند. از جمله ناوشکن دماوند شناور اصلی نیروی دریایی ارتش در دریای خزر در اسکله دچار سانحه و غرق شد و دست کم دو نفر طی آن کشته شدند. در خلیج فارس در جریان یک مانور و شلیک اشتباه به شناور کنارک دست کم ۱۹ نفر کشته شدند. به تازگی ناو خارک یکی از بزرگترین شناورهای نیروی دریایی ارتش ایران هم در دریای عمان دچار آتش سوزی و سپس غرق شد.

## تحصیلات
خانزادی از مدارج تحصیلی به شرح زیر برخوردار است:
۱- دیپلم علوم تجربی
۲- کارشناسی ناوبری و فرماندهی کشتی از دانشگاه علوم دریایی امام خمینی
۳- کارشناسی ارشد مدیریت امور دفاعی از دانشگاه فرماندهی و ستاد آجا (دافوس)
۴- کارشناسی ارشد طرح‌ریزی جنگ دریایی از کالج جنگ نیروی دریایی پاکستان
۵- دکترای مدیریت استراتژیک از دانشگاه عالی دفاع ملی

## سوابق
خانزادی عضو هیأت علمی وزارت علوم با مرتبه استادیاری میباشد. وی در دوران ۳۵ سال خدمت خود در نیروی دریایی مسئولیتهای عملیاتی متعددی را در ناوگان جنوب نیروی دریایی از جمله افسر ملوان، افسر مخابرات، افسر توپخانه، موشک و ضد زیردریایی بر عرشه ناوها و ناوشکنها را عهده دار بوده است. او همچنین فرماندهی اسکادران هواناوهای موشکی نیروی دریایی را در کارنامه خود دارد و در این تخصص تا آخرین رده خلبانی شامل استاد خلبانی و خلبان آزمایشگر انواع هواناوهای نیروی دریایی را احراز نموده است.

## فرماندهی نداجا
دوره مسئولیت چهار ساله دریادار خانزادی با فراز و نشیبهایی همراه بود و دستاوردهای نیز در این دوره حاصل شد:
۱- غرق شدن ناو خارک (بزرگترین ناو لجستیک خاورمیانه)
۲- شلیک به شناور خودی (شناور کنارک) که منجر به کشته شدن و مجروح شدن ۱۹ نفر از پرسنل نیروی دریایی ارتش شد.
۳- غرق شدن ناوشکن دماوند در بندر انزلی
۴- ساخت و الحاق فریگیت سهند با قابلیت حمل بالگرد و پرتاب موشک به ناوگان جنوب نیروی دریایی که در مقایسه با نخستین فروند از کلاس موج (جماران)، در مدت زمان کوتاه تری به نیروی دریایی ملحق شد. این ناوشکن دو سال بعد از الحاق طولانی ترین دریانوردی تاریخ نیروی دریایی ایران را با دور زدن دماغه امید نیک و ورود به اقیانوس اطلس و همچنین دریانوردی تا بندر سنت پترزبورگ در خلیج فنلاند را به انجام رسانید و پس از ۱۳۳ روز دریانوردی با عبور از تنگه جبل الطارق و عبور از کانال سوئز و دریای سرخ از طریق تنگه باب المندب وارد اقیانوس هند شد و به کشور مراجعت نمود.
۵- اتمام ساخت و الحاق نخستین زیردریایی نیمه سنگین از کلاس فاتح به ناوگان جنوب نیروی دریایی با قابلیت حمل و پرتاب موشک و اژدر. 
۶- ساخت و آزمایش نخستین اژدرهای پر سرعت.
۷- ساخت و آزمایش نخستین موشک با قابلیت پرتاب از زیردریایی.
۸- ساخت و آزمایش موشکهای کروز برد بلند با قابلیت پرتاب از ساحل و عرشه ناوها.
۹- الحاق نخستین ناوبندر (ESB) نیروی دریایی و ورود این ناو پشتیبانی سنگین به چرخه عملیات نیرو.
۱۰- اسکورت کشتی های تجاری و نفتکش ایران در دوره فرماندهی دریادار خانزادی به شکل قابل توجهی توسعه داده شد.

## تالیفات
- تاکتیک‌ها و تجهیزات دریایی
- هدایت و کاربری هواپیماهای بدون سرنشین KD2R5Q
- تنگه‌های راهبردی جهان[۷]

## جایزه‌ها و نشان‌های افتخار
این بخش شامل نشان‌ها و جایزه‌های رسمی امیر خانزادی است که بر روی لباس همسان او نصب می‌شود ولی جایزه‌های غیرنظامی و غیررسمی را دربر نخواهد گرفت.

### آرم‌ها
| آرم‌های سینه           |                             |
| رزم سطحی نیروی دریایی | استاد خلبانی هواناو درجه یک |
| هیئت معارف جنگ        | دانشگاه فرماندهی و ستاد آجا |
| دانشگاه عالی دفاع ملی | آجا                         |

### نوار نشان‌ها
|  |  |  |
|  |  |  |
|  |  |  |
|  |  |  |

### نام نشان‌ها
| نشان جهاد                       |                          |                                 |
| نشان ایثار                      | نشان دانش                | نشان ورزش                       |
| دوره کارشناسی ارشد خارج از ارتش | دوره کارشناسی ارشد دافوس | دوره دکتری (PhD) علوم استراتژیک |
| دوره دانشگاه افسری              | دوره مقدماتی             | دوره عالی                       |